# Lampetra similis
Lampetra similis är en ryggsträngsdjursart som först beskrevs av Vadim Dmitrij Vladykov och Kott 1979.  Lampetra similis ingår i släktet Lampetra och familjen nejonögon. Inga underarter finns listade i Catalogue of Life.